# Ciortea, Caraș-Severin
Ciortea (1924: Ciorda) este un sat în comuna Vrani din județul Caraș-Severin, Banat, România.

## Istoric
Satul Ciortea este unul dintre cele mai vechi sate din Banat. În Atlasul Istoric editat de către Academia Română, satul Ciortea apare în documente încă din secolul al XIII-lea. În secolul al XIV-lea avem informații despre cnejii de Ciortea. Astfel în anul 1354 între cnejii de Ciortea conform documentului apar certuri pentru împărțirea averii. Din documentele vremii aflăm că acești cnejii aveau patru moșii și aici amintim: Ciortea, Baiola (sat dispărut), Guluez (sat dispărut) și Zerdahel. Tot din documentele vremii reiese că în Ciortea ar fi fost o podgorie. 
Trebuie amintit că acești cneji de Ciortea au fost înrudiții cu celebrul cneaz din Banat, cneazul Baciu. Nu se știe din ce motive dispar cnejii de Ciortea la sfârșitul secolului al XIV-lea, căci la sfârșitul acestui secol ei nu mai apar în documente. Întemeietorul familiei Ciortea este Iacob de Ciortea. Se mai cunosc și Nicolae fiul lui Iacob de Ciortea cu fii săi Ioan, Matei și Caterina de Guuez care s-a căsătorit cu Dominic de Guluez fiul cneazului Baciu. În documente Ciortea apare sub numele de Chorta, Churtha, Chorto. E foarte probabil ca satul să se fi numit Cioarda, iar ungurii iau zis Csorda (Ciorda).
Prima biserică construită în Ciortea este în anul 1781. Cea de a doua Biserică este construită în anul 1907. A fost pictată de către pictorul Filip Matei din Bocșa Vasiova în anul 1912. A fost sfințită de către protopopul George Dragomir al Bisericii Albe în august 1912. Târnosită de către Preasfintiul Lucian al Caransebeșului în 25 mai 2009. Trebuie amintit că preasfintitul Lucian este primul ierarh care a vizitat satul, în decursul istoriei sale.
Școala la Ciortea este conform documentelor din anul 1767. Aici a fost școală confesională care a fost sub grija preotului. Începând cu anul 2013 școala din Ciortea își încheie activitatea din lipsă de elevi.
Nu trebuie să uităm că Ciortea a avut cor și fanfară. Corul bisericesc din Ciortea a luat ființă în anul 1880, după unii în anul 1892. În anul 1928 se reorganizează sub conducerea dirijorului țăran Vidu Guga din Mercina.
Și în satul Ciortea venirea comunismului a avut influențe nefaste. Astfel în anul 1951, 23 de familii din Ciortea au fost deportate cu domicilul obligatoriu în Bărăgan. Tot aici au fost unii sătenii întemnițați din motive politice.
Din Ciortea a fost unul din haiducii vestitului Adam Neamțu numit Gheorghe Busuioc.

## Legături externe

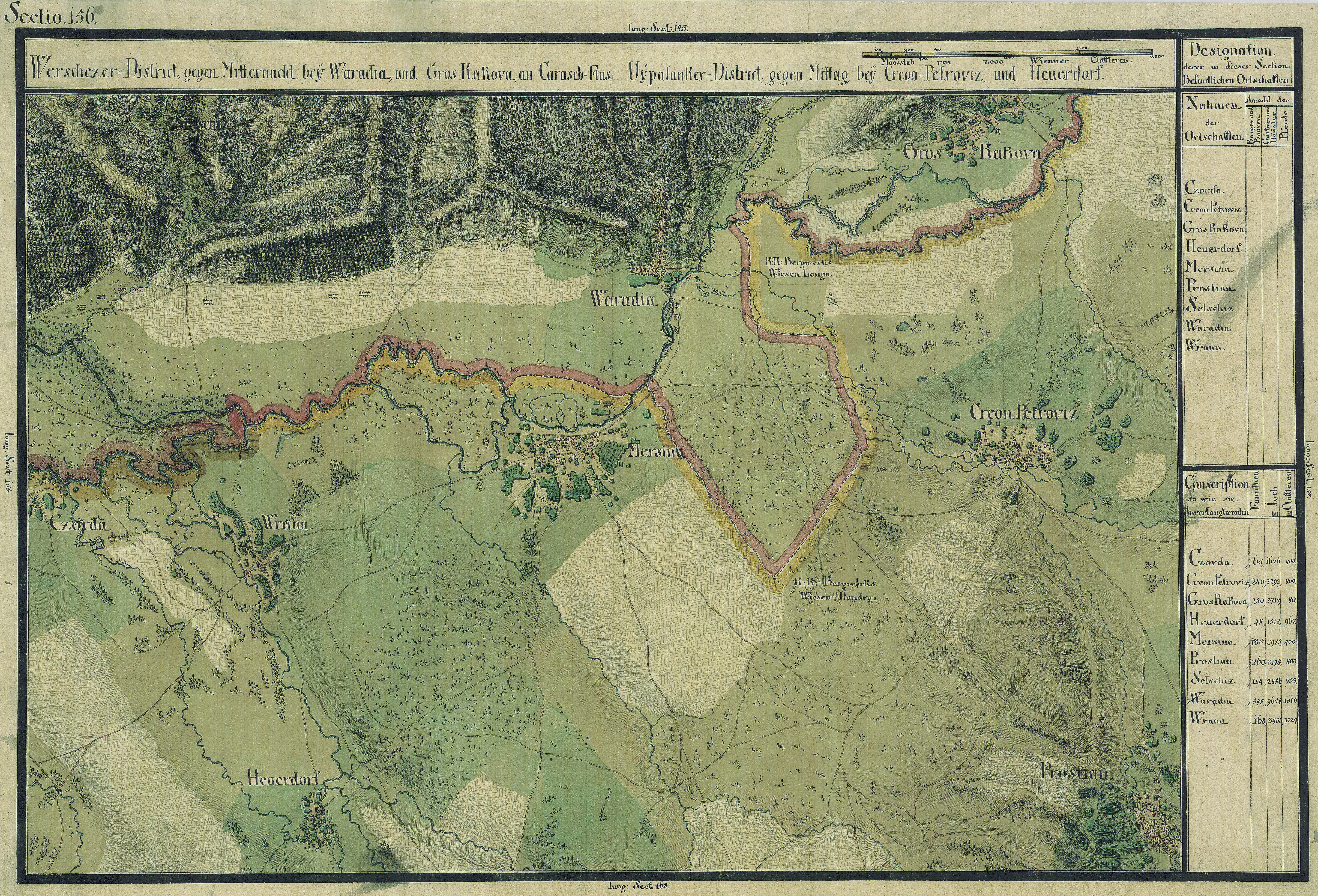
Ciortea în Harta Iosefină a Banatului, 1769-72